# Kolmårdens linbana
Kolmårdens linbana var en enkelriktad linbana, kopplingsbar gondolbana, som byggdes 1967 med sträckning runt Kolmårdens djurpark. På- och avstigning skedde vid Vildmarkshotellet eller vid gamla och nya djurparksentrén. Gondolerna var i huvudsak blåfärgade (medan enstaka var gula, gröna eller av annan färg), och vissa gondoler hade armeringsjärn istället för plexiglas. Från början ägdes linbanan av ett svenskt-schweiziskt konsortium, som också ansvarade för driften.

## Teknisk data
- Längd: 3 172 m
- Hastighet: 3 m/s
- Åktid: 17 min
- Kapacitet: 1 200 pers/tim
- Antal passagerare per gondol: 4 st
- Antal gondoler: 92 st
- Gondolvikt: ca 375 kg/st

## Incidenten 1967
Under ett utprovningsarbete 1967 började en gondol att glida på vajern varpå den senare störtade ner i en bergsravin. I gondolen befann sig två personer varav en omkom.

## Nedläggning
Kolmårdens linbana ersattes 2011 med den nya åttasitsiga gondolbanan Safari på grund av att den gamla var föråldrad och att det är fysiskt tungt för arbetarna att dra linbanan förbi varje station.

## Galleri

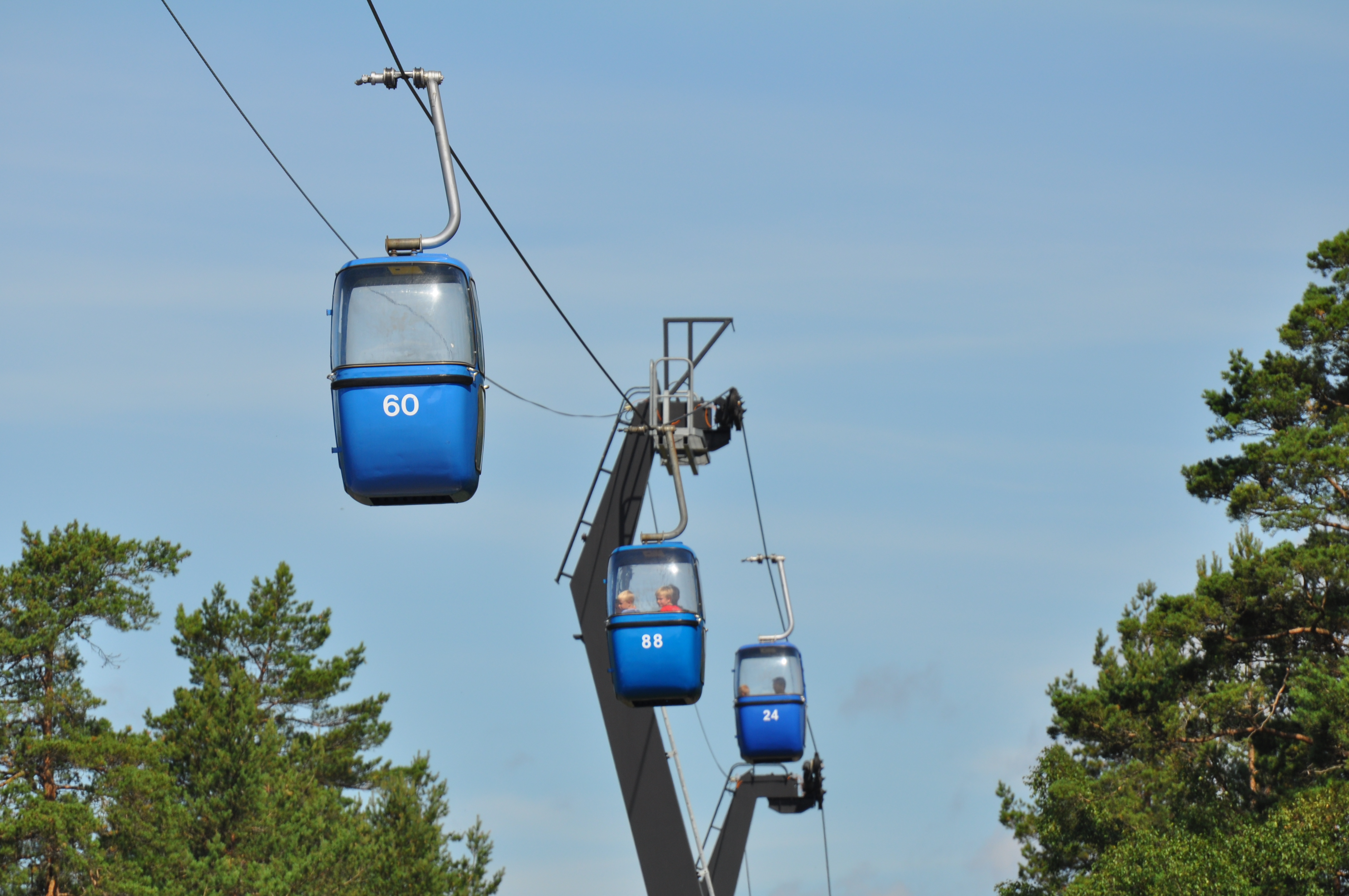
Linbanan sedd från Tiger World i Kolmårdens Djurpark.
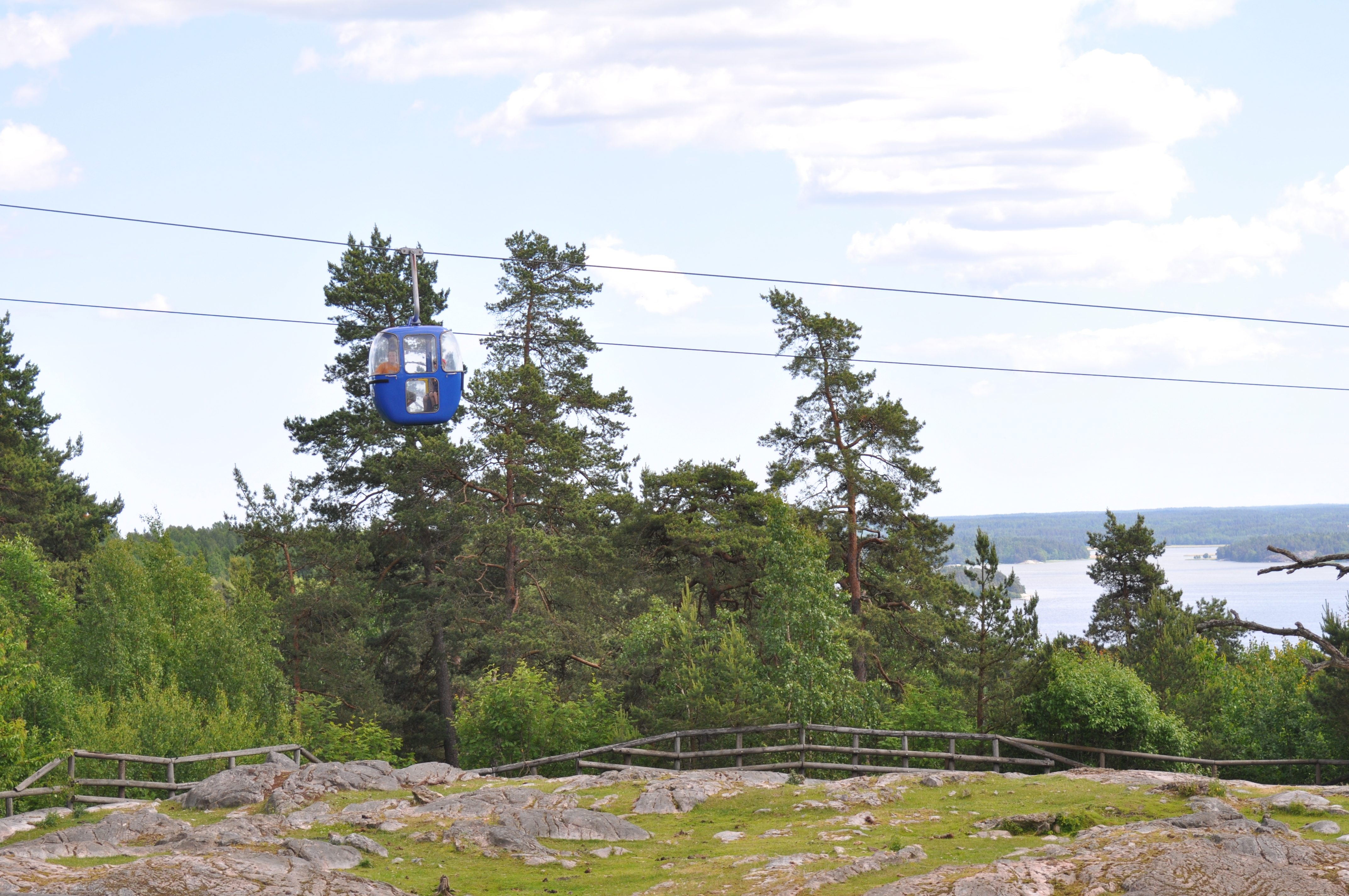
Linbanan efter station Högland. I bakgrunden syns Bråviken.
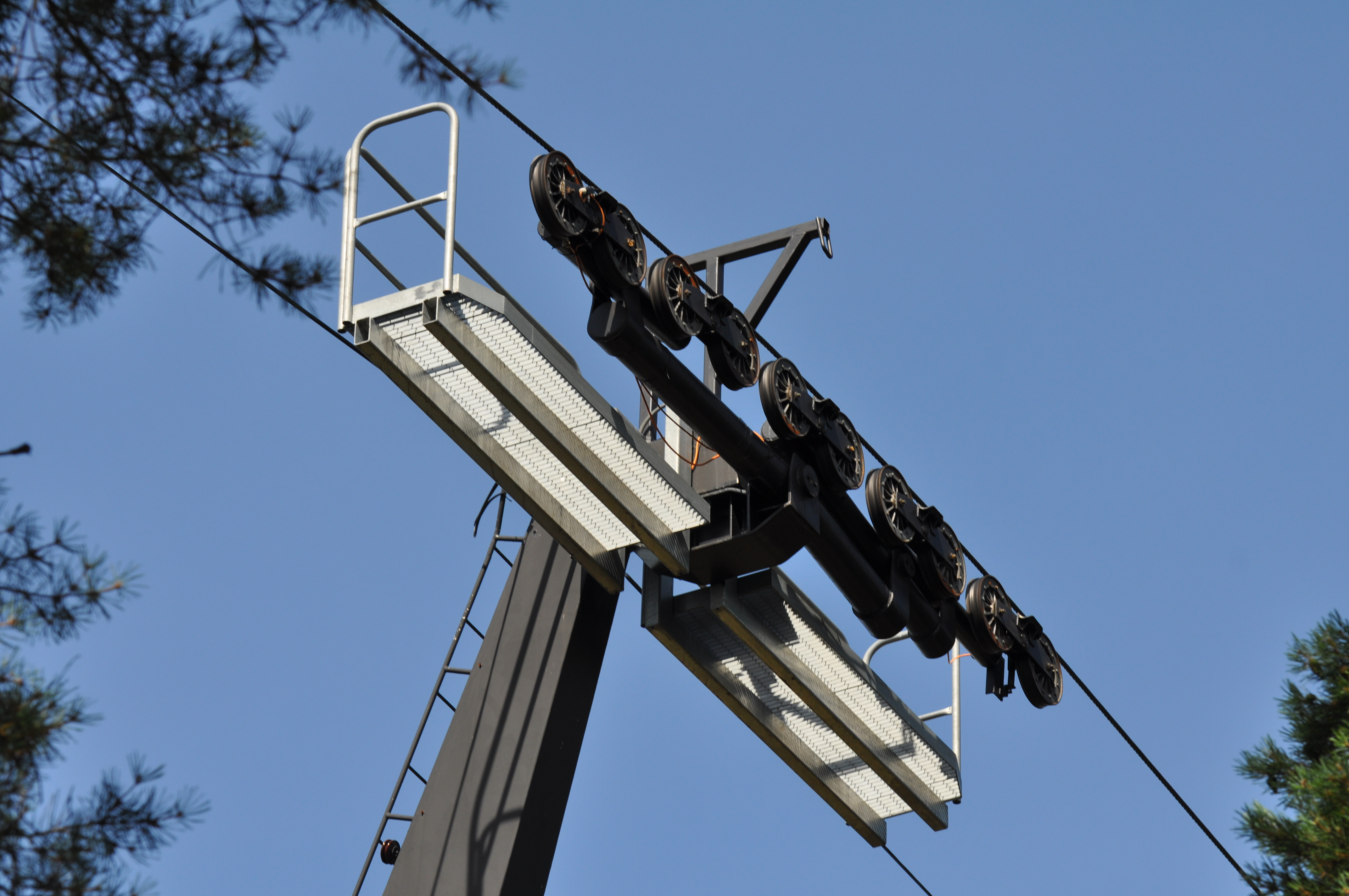
En av linbanans stolpar.

### Fotnoter
1. ↑  ”Dödsolycka även när gamla linbanan byggdes”. folkbladet.se. 1 mars 2011. Arkiverad från originalet den 10 juni 2016. https://web.archive.org/web/20160610233312/http://www.folkbladet.se/nyheter/norrkoping/?articleid=5550509. Läst 24 maj 2016.